# Auguste Muterse
Auguste Muterse, né le 11 août 1809 à Saint-André-des-Eaux (Loire-Inférieure) et mort le 22 février 1879 à Antibes est un officier de marine français. 

## Biographie
Fils d'un capitaine de la Marine et maire de Guérande, Muterse entre en 1825 dans la Marine où il passe élève de 2e classe le 16 juillet 1829. 

Il devient enseigne de vaisseau, puis le 10 avril 1837, il est promu lieutenant de vaisseau.
En janvier 1841, il est second sur la corvette de guerre de 24 canons Triomphante et participe au blocus anglo-français du Río de la Plata. Le 4 janvier 1845, il prend le commandement du bâtiment à vapeur Sphinx. Le 6 juillet 1845, ce bateau s'échoue dans la brume près d'Alger sans faire de victimes à la suite d'une erreur de navigation.  Muterse est rappelé à Alger le 22 juillet 1845 et passe en conseil de guerre le 25 octobre 1845, où il est acquitté, l’enquête concluant que l'échouage est dû à un défaut de fabrication des instruments de navigation. Après ce jugement, Muterse est successivement embarqué sur l' Océan et le Diadème, avant de prendre les fonctions de second à bord de la frégate l' Iphigénie, bateau école des matelots canonniers le 4 mai 1846. Il est fait Chevalier de la Légion d'honneur en 1847.
En 1849, il est chargé de la 64e compagnie sur la frégate à vapeur à douze canons Descartes dans l'Escadre d'évolutions. En 1856, Muterse est promu capitaine de frégate et il est signalé au commandement de la frégate à roues Orénoque pendant la guerre de Crimée. Un an plus tard, il est décoré Officier de la Légion d'honneur. 
En 1862, il est promu capitaine de vaisseau. Deux ans plus tard, il devient examinateur pour la pratique des candidats au brevet de capitaine au long cours et de maître de cabotage. En 1868, il est orné Commandeur de la Légion d'honneur.

### Distinctions
- Légion d’honneur: Chevalier (20/04/1847), Officier (12/08/1857), Commandeur (30/12/1868).
- Commandeur de l'ordre de Pie 9
- Officier de l'ordre du Sauveur (Grèce)
- Officier du Medjidié (Empire Ottoman)
- Médaille de Crimé
- Médaille de la campagne du Mexique
- Auguste Muterse a une voie à son nom à Antibes.

## Généalogie
- Il est issu d'une famille de corsaires de Guérande ;
- Il est le fils de Gilles Muterse de la Ville au Blaye (1771-1836) maire de Guérande (1830-33), capitaine de Marine et de Sophie Eutalie  Perroty (1784-1865) ;
- Il épouse en 1846 à Juan-les-Pins, Marie Henriette Nathalie Guide, dont :
  - Maurice Joseph (1847 - 1928), officier de marine x Alice  Daudel (1851-1899)
  - Auguste Eugène (1851 - 1922), inspecteur des Eaux et Forêts x Félicie  Reibaud (1878-1930)

### Sources
- Biographie/Ecole navale
- généalogie